# 塞夫勒穆瓦讷
塞夫勒穆瓦讷（法語：Sèvremoine，法語發音：[sɛvʁəmwan] ⓘ）是法国曼恩-卢瓦尔省的一个市镇，属于绍莱区。

## 地名
“塞夫勒穆瓦讷”（Sèvremoine）一名由“塞夫尔”（Sèvre；在地名“Sèvremoine”中因发音而译作“塞夫勒”）和“穆瓦讷”（Moine）两部分复合而成：前者取自塞夫尔河；后者取自穆瓦讷河，其为前者的右支流。此外，该市镇本身则是由原塞夫尔和穆瓦讷市镇公共社区的十个市镇合并而成。

## 历史
塞夫勒穆瓦讷成立于2015年12月15日，由10个市镇合并而成：
- 勒隆日龙（Le Longeron）
- 蒙福孔-蒙蒂涅（Montfaucon-Montigné）
- 拉勒诺迪耶尔（La Renaudière）
- 鲁赛
- 圣安德烈德拉马什（Saint-André-de-la-Marche）
- 穆瓦讷河畔圣克雷潘（Saint-Crespin-sur-Moine）
- 莫日地区圣马凯尔（Saint-Macaire-en-Mauges）
- 穆瓦讷河畔圣日耳曼（Saint-Germain-sur-Moine）
- 蒂利耶尔（Tillières）
- 托尔富（Torfou）

其中政府驻地为莫日地区圣马凯尔。

## 地理
塞夫勒穆瓦讷（47°7'23"N, 0°59'28"W）面积213.07 平方千米，位于法国卢瓦尔河地区大区曼恩-卢瓦尔省，该省份为法国西部内陆省份，大致对应安茹地区，北起顺时针与马耶讷省、萨尔特省、安德尔-卢瓦尔省、维埃纳省、德塞夫勒省、旺代省、大西洋卢瓦尔省和伊勒-维莱讷省接壤。
与塞夫勒穆瓦讷接壤的市镇（或旧市镇、城区）包括：莫日地区博普雷欧、莫日地区贝格罗勒、拉塞吉尼耶尔、热蒂涅、布赛、穆济永、拉勒格里皮耶尔、圣莱热苏绍莱、塞夫尔河畔莫尔塔涅、拉布吕菲耶尔、克利松、圣克里斯托夫-迪布瓦、蒂福日、圣欧班德索尔莫、拉罗马涅、瓦莱特。
塞夫勒穆瓦讷的时区为UTC+01:00、UTC+02:00（夏令时）。

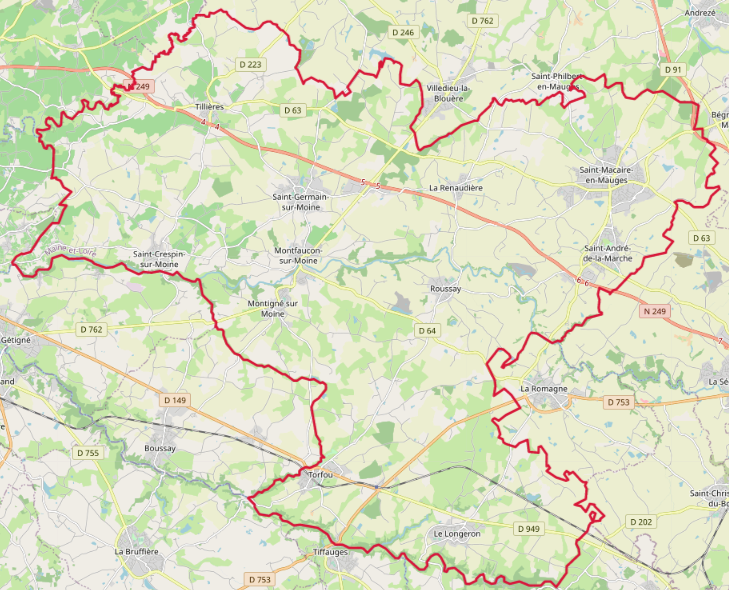
塞夫勒穆瓦讷的OSM定位图

## 行政
塞夫勒穆瓦讷的邮政编码为49230、49450、49660、49710，INSEE市镇编码为49301。

## 政治
塞夫勒穆瓦讷所属的省级选区为塞夫勒穆瓦讷县。

## 交通
塞夫勒穆瓦讷境内设有托尔富站。

## 人口
塞夫勒穆瓦讷于2022年1月1日时的人口数量为25764人。